# Melanophryniscus klappenbachi
Melanophryniscus klappenbachi es una especie de anfibios de la familia Bufonidae.
Se encuentra en Argentina, Paraguay y, posiblemente, en Bolivia y Brasil.
Su hábitat natural incluye zonas de arbustos tropicales o subtropicales tanto húmedas como secas, marismas intermitentes de agua dulce y zonas de pastos.